# William Seed
William Seed (ur. 5 marca 1994 w Terrebonne) – frankokanadyjski aktor pornograficzny, striptizer i model. 
W 2019 fraza „William Seed” była drugim, po kanadyjskim piosenkarzu Shawnie Mendesie, najpopularniejszym hasłem wyszukiwanym w internetowej witrynie pornograficznej Men.com. 

## Kariera
Karierę w gejowskiej branży porno rozpoczął w wieku 23 lat od podpisania kontraktu z wytwórnią Men.com. Zadebiutował przed kamerami w gejowskiej komedii porno Peepers 2 (2017). Następnie wystąpił w ponad 100 produkcjach, głównie gejowskich, sporadycznie pojawił się w produkcjach biseksualnych oraz związanych z osobami transpłciowymi, w tym WhyNotBi Peeping On The Sleepover (2019) czy Cumpetitive Sluts (2023).
W styczniu 2024 zajął trzecie miejsce na liście „najlepszych gwiazd występujących w gejowskim porno” angielskiego portalu AdultVisor.

## Nagrody i nominacje
| Rok  | Nagroda                 | Kategoria                                  | Film                           | Inni wykonawcy                                           | Rezultat  |
| ---- | ----------------------- | ------------------------------------------ | ------------------------------ | -------------------------------------------------------- | --------- |
| 2018 | GayVN                   | Najlepszy debiutant                        | –                              | –                                                        | Nominacja |
| 2018 | GayVN                   | Nagroda fanów: Ulubione ciało              | –                              | –                                                        | Nominacja |
| 2018 | Cybersocket Web Award   | Najlepszy debiutant                        | –                              | –                                                        | Nominacja |
| 2018 | Grabby Award            | Najlepszy debiutant                        | –                              | –                                                        | Nominacja |
| 2018 | Prowler Porn Award      | Najlepsza międzynarodowa gwiazda porno     | –                              | –                                                        | Nominacja |
| 2018 | Nagroda portalu Pornhub | M4M — Najpopularniejszy wykonawca gejowski | –                              | –                                                        | Wygrana   |
| 2018 | Nagroda portalu Pornhub | Ulubieniec fanów: Ulubiony model gejowski  | –                              | –                                                        | Wygrana   |
| 2018 | StraightUpGayPorn Award | Najlepszy nowicjusz                        | –                              | –                                                        | Nominacja |
| 2019 | Nagroda portalu Pornhub | Najpopularniejszy wykonawca gejowski       | –                              | –                                                        | Nominacja |
| 2019 | Cybersocket Web Award   | Najlepsza gwiazda porno                    | –                              | –                                                        | Nominacja |
| 2020 | GayVN                   | Najlepsza scena seksu grupowego            | Sacred Band Of Thebes 4 (2018) | Diego Sans, François Sagat, Ryan Bones, D.O. i JJ Knight | Nominacja |
| 2020 | Grabby Award            | Najlepsza scena seksu grupowego            | Sacred Band Of Thebes 4 (2018) | Diego Sans, François Sagat, Ryan Bones, D.O. i JJ Knight | Nominacja |
| 2020 | Grabby Award            | Najgorętsze ciało                          | –                              | –                                                        | Nominacja |
| 2020 | Grabby Award            | Najgorętszy penis                          | –                              | –                                                        | Nominacja |
| 2020 | Fleshbot Award          | Najlepsze ciało                            | –                              | –                                                        | Nominacja |
| 2020 | CyberSocket Award       | Najlepsza gwiazda porno                    | –                              | –                                                        | Nominacja |
| 2020 | Nagroda portalu Pornhub | Najpopularniejszy wykonawca gejowski       | –                              | –                                                        | Nominacja |
| 2021 | Raven’s Eden Award      | Najlepszy penis                            | –                              | –                                                        | Nominacja |
| 2024 | 'O' Award               | Znakomity stroker – bez zasilania          | –                              | –                                                        | Wygrana   |
| 2024 | GayVN                   | Nagroda fanów: Ulubiony dominujący         | –                              | –                                                        | Nominacja |